# Харлан, Ричард
Ричард Харлан (англ. Richard Harlan; 19 сентября 1796 — 30 сентября 1843) — американский врач, зоолог и палеонтолог, профессор естествознания в Филадельфии. Изучал преимущественно млекопитающих и пресмыкающихся животных, способствовал изучению ископаемых позвоночных животных Северной Америки.
Харлан получил медицинское образование в Академии естественных наук. После получения докторской степени в 1818 году, он поступил на службу корабельным врачом и отправился на год в Индию.
Он вернулся в 1819 году в Соединенные Штаты и получил должность учителя анатомии в частной школе в Филадельфии. В 1821 году был избран профессором сравнительной анатомии Филадельфийского музея.
Он был организатором экспедиций по поиску фоссилий. Часто в поездке его сопровождали другие натуралисты, такие как Томас Сэй и Константэн Самюэль Рафинеск и Джон Джеймс Одюбон. Как и Жорж Кювье, он верил в неизменность видов.
Харлан внёс большой вклад в независимость американских зоологических исследований от европейских.

## Публикации
Харлан является автором важных работ по фауне Америки. В книге «Fauna Americana» (1825) он описал млекопитающих Америки.
- «Observations on the genus Salamandra and description of a new genus of Edentata (Chlamyphorus)» (Нью-Йорк, 1824);
- «Fauna Americana» (I т., Филад., 1825);
- «American Herpetology» (I т., там же, 1827);
- «Medical and physical researches, or original memoirs in medicine, surgery, physiology, geology, zoology and comparative anatomy» (I т., Филад., 1835);
- «Description on the bons of a new fossil Animal of the order Edentata» («Orycterotherium Missouriense») («Sill. Amer. Journ.», 1843);
- «Beschreibung der in etc. gefundenen Knochen des Megalonyx laqueatus» (пер. Крамером, «Bull. Soc. Nat. Moscou», 1847).